# Кызъюров, Иона Алексеевич
Иона Алексеевич Кызъюров (1900—1957) — советский государственный деятель, председатель Коми облисполкома (ноябрь 1937 — июнь 1938).
Родился 19.06.1900 в д. Горелый Иб Серегово-Горской волости Яренского уезда Архангельской губернии в бедной крестьянской семье. Член РКП(б) с 1920 года. Участник Гражданской войны.
В 1926 году окончил годичные курсы партработников при ЦК РКП(б). В 1926—1942 гг. на партийной и советской работе: секретарь Прилузского, Усть-Куломского и Сыктывдинского уездных и районных комитетов ВКП(б), зав. агитмассовым отделом Коми обкома ВКП(б) (1936—1937), зам. председателя (сентябрь-ноябрь 1937), председатель исполкома Коми АССР (1937—1938), нарком местной промышленности Коми АССР.
В июле 1942 г. призван в армию. Участник войны, политработник, награждён медалями «За боевые заслуги» (24.06.1948), «За победу над Германией в Великой Отечественной войне 1941—1945 гг.» Имел звание «капитан».
Демобилизовался в 1948 г.
Работал директором Нювчимского чугунолитейного завода. Арестован и в декабре 1951 г. осужден на 5 лет ИТЛ. В мае 1953 г. освобождён, реабилитирован. Работал директором Кожвинской межрайбазы Коми республиканского потребсоюза.
Умер в 1957 г. в г. Микунь Усть-Вымского района и похоронен там же.